# Edward Onslow Ford
Edward Onslow Ford (Islington, 27 luglio 1852 – Westminster, 23 dicembre 1901) è stato uno scultore britannico.
Gran parte del successo iniziale di Ford si deve ai busti ritratto. Questi erano ritenuti estremamente raffinati, in grado di raffigurare al meglio i suoi soggetti, e lo portarono a ricevere numerose commissioni per dei monumenti pubblici e delle statue, sia in Gran Bretagna che oltremare. Ford realizzò anche alcune statuette di bronzo di figure in piedi liberamente tratte dalla mitologia o dai soggetti allegorici. Queste figure "ideali" divennero dei simboli del movimento della Nuova Scultura (New Sculpture) che si era sviluppato in Gran Bretagna dal 1880 circa e del quale Ford era un esponente di spicco. 

## Biografia

### Primi anni
Ford nacque a Islington, nella Londra settentrionale, ed era il figlio dell'uomo d'affari Edward Ford e di Martha Lydia Gardner. La sua famiglia si trasferì a Blackheath quando egli era ancora un bambino. Dopo aver passato un po' di tempo alla Blackheath Proprietary School, si recò ad Anversa per studiare la pittura all'accademia reale di belle arti tra il 1870 e il 1871. Ford quindi studiò presso Michael Wagmüller a Monaco fino al 1874, e in questo periodo condivise uno studio con lo scultore Edwin Roscoe Mullins. Prima di lasciare Monaco, Ford sposò una compagna di studi, Anne Gwendoline, la terza figlia del barone Frans von Kreusser, nel 1873.

### Ritrattistica

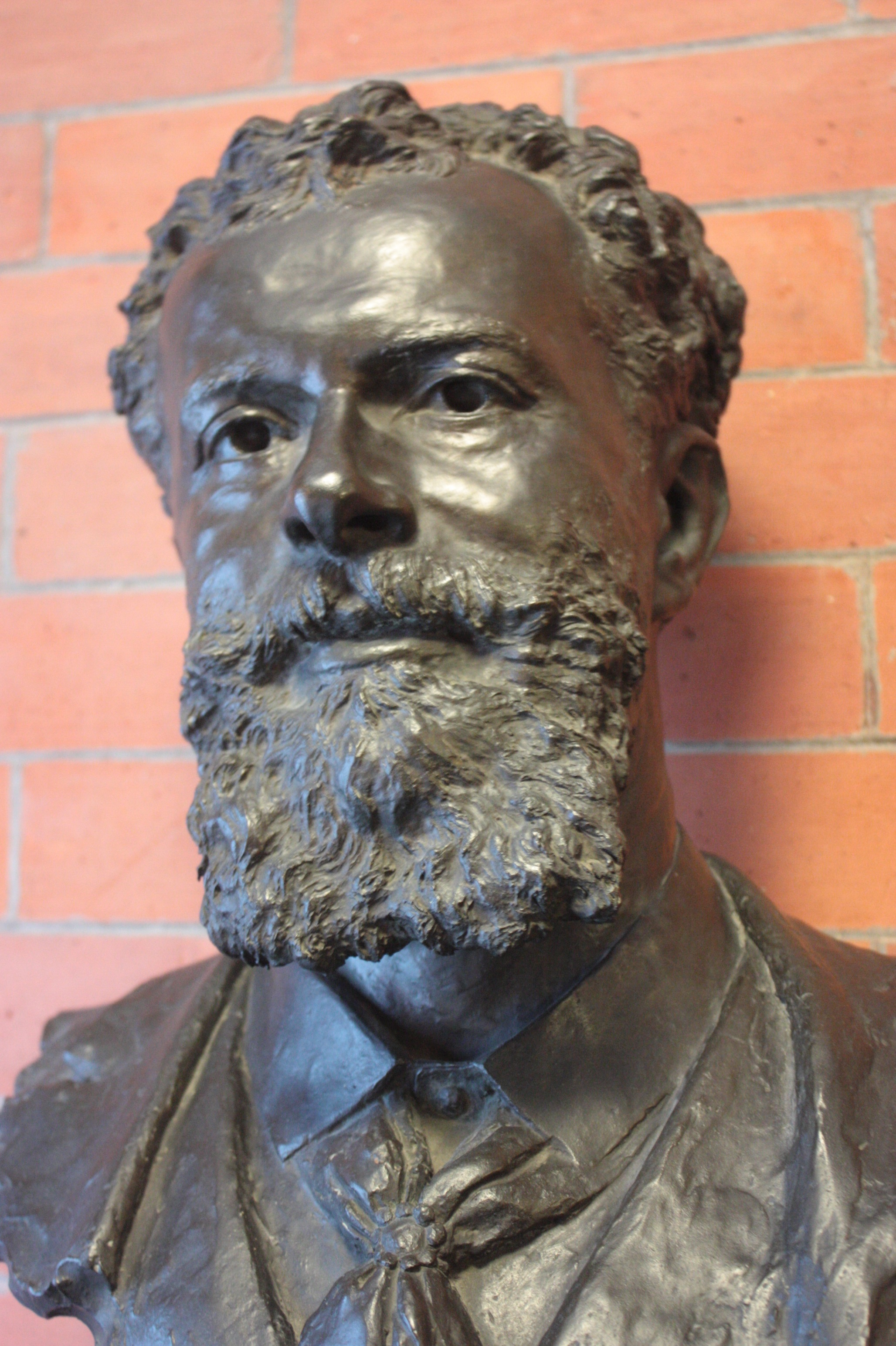
George Henschel, 1895

Tornato in Inghilterra intorno al 1874, Ford si stabilì a Blackheath e fondò uno studio che si concentrava sui ritratti scultorei. Nel 1875, presentò un busto-ritratto che aveva scolpito ritraendo sua moglie alla mostra estiva dell'accademia reale di Londra. Dal 1875 al 1884 Ford espose dei ritratti scultorei all'accademia ogni anno.
Gran parte del successo iniziale di Ford derivava dalla ritrattistica. I suoi busti-ritratto sono estremamente rifiniti e mostrano al meglio i suoi soggetti. Egli scolpì molti busti-ritratto che sono noti per la loro concezione di buon gusto, la modellazione delicata e la verosimiglianza. I migliori, forse, sono le teste di John Everett Millais, Thomas Huxley, Herbert Spencer, Sir William Quiller Orchardson, Matthew Ridley Corbet, il duca di Norfolk, Briton Rivière, Sir Lawrence Alma-Tadema, Sir Walter Armstrong, Sir Hubert von Herkomer, Arthur Hacker (1894) e il signor Dagnan-Bouveret. Quelle in bronzo del suo collega artista Arthur Hacker (1894) e del politico Arthur Balfour sono di una somiglianza sorprendente, come pure la statua di marmo di Sir Frederick Bramwell per la Royal Institution.
Nel 1881 Ford trasferì la sua attività in studio a Sydney Mews, in un blocco di studi poco lontano dalla Fulham Road. Alfred Gilbert aveva uno studio vicino e insieme essi lavorarono su alcune tecniche sperimentali, soprattutto nella fusione a cera persa che Ford avrebbe usato per tutta la sua carriera.

### Opere da esposizione

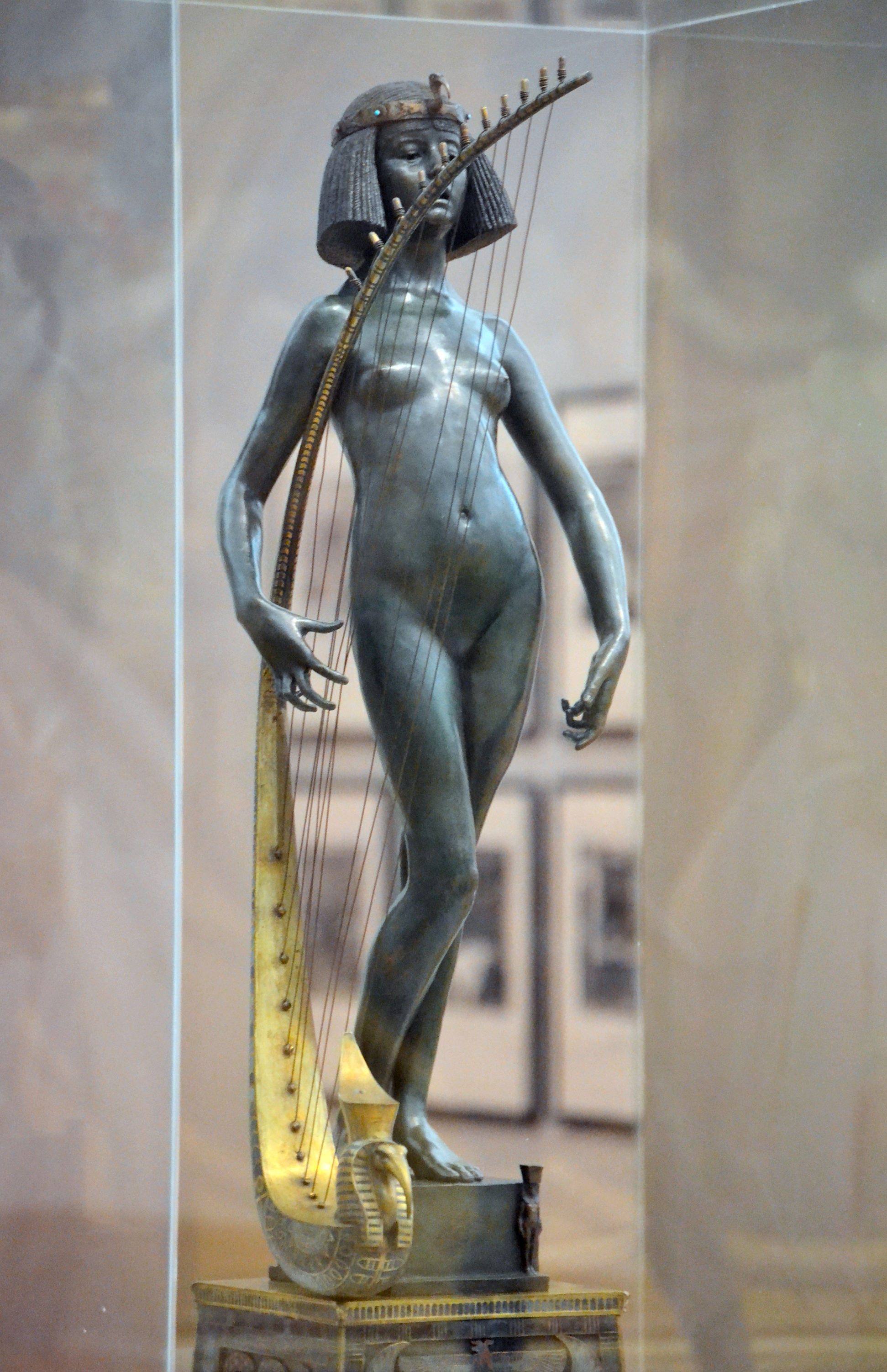
La cantante, 1889

Nel 1885 Ford espose un nudo maschile in bronzo a figura intera, Linos, all'accademia reale e l'anno successivo vi espose Folly, la prima di una serie prolungata di statuette bronzee di ragazze adolescenti in pose liberamente tratte dalla mitologia o dai temi allegorici. Folly fu acquistata dalle Trusties del fondo Chantrey per il Tate nel 1886 e anche le variazioni successive sul soggetto di Ford, come Pace (1887), La cantante (1889), Applauso (1893) ed Eco (1895), furono lodate. Queste opere, definite "figure ideali", vennero considerate dai critici d'arte tra le opere distintive del movimento della Nuova Scultura che si era sviluppato in Gran Bretagna dal 1880 in poi come reazione alla mitezza di molte altre sculture vittoriane.
La scala modesta di queste opere di Ford indica che queste non erano intese per le grandi residenze di campagna, bensì per gli ambienti domestici più piccoli, e, come altri artisti della Nuova Scultura, Ford sostenne la produzione di statuette di bronzo e copie più piccole delle sue opere per il mercato interno. Dalla Pace e da altre sue opere furono tratte delle riproduzioni popolari. Un'altra caratteristica della Nuova Scultura che Ford abbracciò era l'uso di materiali policromatici. Per esempio, l'Applauso presenta delle resine colorate con delle pietre semi-preziose e degli elementi in argento, mentre La cantante usa delle strisce di rame e ottone.
All'inizio La cantante e l'Applauso si trovavano su dei piedistalli a forma di loto, condividono un uso dei motivi e dell'iconografia egizie e sono legate dal soggetto. Anche se furono create a quattro anni di distanza, Ford riteneva chiaramente che le due opere fossero una coppia e apparvero entrambe in vari suoi ritratti, a indicare sia il loro significato personale per lui, sia il loro posto come sue opere più esposte. Quando Ford era in vita, le due opere furono esposte insieme solo una volta, all'esposizione internazionale di Parigi del 1900, ma dal 2008 entrambe si trovano nella collezione Tate di Londra.

### Monumenti pubblici
Oltre ai suoi ritratti, Ford ricevette la sua prima commissione pubblica nel 1881 per la statua di Rowland Hill che oggi si trova nella King Edward Street di Londra. Delle altre commissioni degne di nota includevano Irving come Amleto (1883), che raffugurava Henry Irving, che si trova nella galleria d'arte Guildhall, e il monumento a Shelley nel college universitario di Oxford (1892). La statua in piedi di William Ewart Gladstone, del 1894, che si trova al circolo letterario di Londra, è considerata uno dei ritratti migliori di Ford.

Molte commissioni monumentali di Ford celebrano l'impero britannico, o promuovendo i valori imperiali o come memoriali per delle figure militari. Una statua commemorativa di Ford del 1890, che raffigura il generale Gordon su un cammello, si trova alle Brompton Barracks di Chatham, la sede della scuola reale di ingegneria militare. Una seconda fusione della statua fu installata a Cartum dal 1904 fino al 1958, quando, poco dopo che il Sudan raggiunse la sua indipendenza, la statua fu rimossa e ricollocata nella Gordon's School di Woking, nel Surrey, nel 1959. Ford supervisionò la produzione di alcune piccole copie in bronzo della figura completa di Gordon e del solo cammello per il mercato domestico al dettaglio. La statua a grandezza naturale venne esposta nella sala egizia del palazzo di cristallo nella Londra meridionale per un certo periodo, e una statuetta del cammello venne esposta alla mostra della società Arts and Crafts nel 1889. La statua equestre dell'ufficiale dell'esercito Lord Strathnairn, del 1895, in origine eretta a Knightsbridge, venne fusa in un metallo per le armi da fuoco offerto dal governo indiano. Egli creò una statuetta equestre d'argento di Frederick Roberts, commissionata dalla famiglia di costui, che era stato ucciso nella battaglia di Colenso della seconda guerra boera.

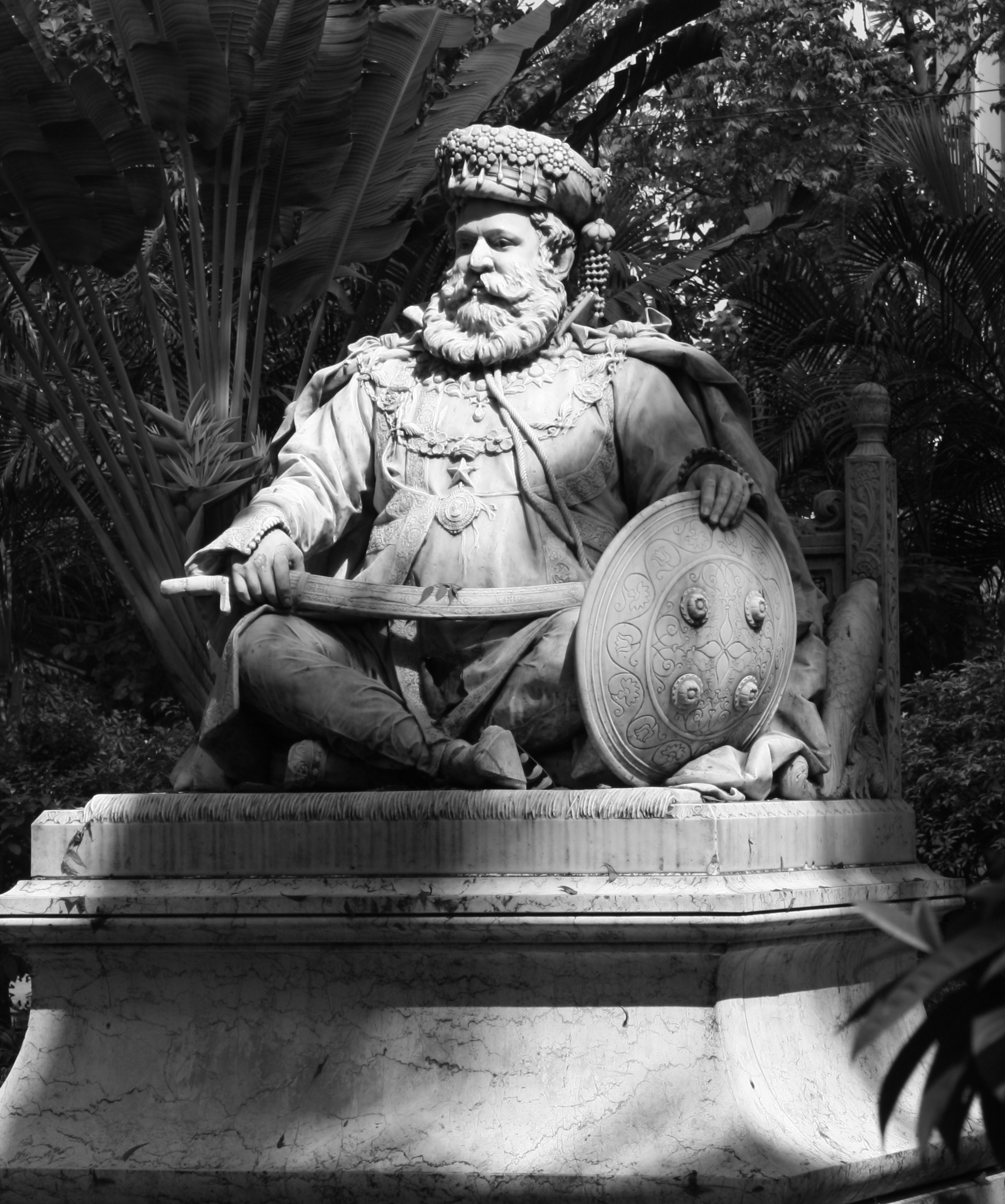
Il monumento al maragià Lakshmeshwar Singh del 1898.

Ford ricevette varie commissioni per dei monumenti in India. Queste includevano la statua del maragià di Mysore, Chamarajendra Wadiyar X, con tutte le insegne regie, installata nel giardino botanico Lal Bagh a Bangalore (1898), la statua seduta del maragià di Darbhanga Lakshmeshwar Singh Bahadur a Calcutta (1899) e due statue a figura intera che rappresentano la Danza e la Musica, che furono commissionate dal maragià di Darbhanga.
Completato a un certo punto del 1890, il memoriale a Percy Bysshe Shelley venne commissionato da Lady Shelley, la vedova del figlio del poeta Percy Florence Shelley, per il cimitero acattolico di Roma, ma venne giudicato troppo largo per il luogo previsto e alla fine fu installato nello University College ossoniense. Con il posto previsto del cimitero in mente, Ford progettò il monumento con una base alta ed elaborata in bronzo e in marmo colorato che presenta una figura in lutto e dei leoni alati che sostengono una figura marmorea dello Shelley annegato. L'opera venne esposta all'accademia reale nel 1891, con una lode notevole, prima di essere installata a Oxford.
Per il giubileo di diamante della regina Vittoria nel 1897, Ford fu incaricato di creare una statua monumentale della regina per Manchester. L'opera venne completata dopo la morte della sovrana e ricevette delle critiche negative quando fu esposta, al chiuso, all'accademia reale nel maggio del 1901, mentre venne molto apprezzata quando fu svelata in un ambiente esterno più appropriato a Manchester, qualche tempo dopo nello stesso anno. Vittoria posò qualche volta per Ford per il monumento mancuniano. Su sua richiesta, questi studi funsero da base di alcuni busti-ritratto della regina realizzati da Ford, sia in marmo che in bronzo, che lei usava come regali. Ford consegnò l'ultimo di questi all'inizio del gennaio del 1901, qualche settimana prima che lei morisse. In seguito egli produsse un numero di copie, in bronzo e su scala piccola, dell'opera che è considerata uno studio delicato e affettuoso di una Vittoria anziana e l'ultima scultura per la quale ella posò.
Ford fu un membro fondatore della Art Workers' Guild e divenne il presidente dell'associazione nel 1885. Venne eletto membro associato dell'accademia reale nel 1888 e divenne un accademico vero e proprio nel 1895.

### Morte
Intorno al 1900, in seguito a un lungo periodo di lavoro eccessivo e stress per le preoccupazioni finanziarie, Ford contrasse un malore al cuore ma continuò a lavorare a ritmo sostenuto finché non morì all'improvviso nella sua casa a St John's Wood il 23 dicembre del 1901. Il necrologio di Ford su The Sketch, datato primo gennaio 1902, afferma che morì di polmonite esacerbata da un cuore debole. Tuttavia, la subitaneità della sua morte e i suoi problemi con i debiti portarono ad alcune speculazioni su un suo suicidio. Lasciava sua madre, sua moglie, quattro figli e una figlia. Due dei suoi figli avevano lavorato con Ford nel suo studio e completarono alcune delle sue opere inconcluse, soprattutto la scultura in marmo Cumulo di neve. La sua saliera in argento, avorio, marmo e lapislazzuli, raffigurante San Giorgio e il drago, fu completata da John Seymour Lucas.
A St John's Wood, vicino a casa sua, venne eretto un monumento alla memoria di Ford che fu progettato dall'architetto John William Simpson e scolpito da un ex assistente dello studio di Ford, Andrea Carlo Lucchesi. Il monumento comprende un pilastro in pietra con una figura seduta in bronzo a lutto su un lato, basata sulla statua di Ford La musa della poesia, e un busto inghirlandato dello scultore sul retro.
La fondazione Henry Moore a Leeds conserva un archivio dei documenti e della corrispondenza di Ford. Alcune collezioni nazionali in Gran Bretagna presentano degli esempi dell'opera di Ford, soprattutto il Tate, il Victoria and Albert Museum, la National Portrait Gallery a Londra, la Lady Lever Art Gallery nel Merseyside e la Walker Art Gallery a Liverpool.

## Opere

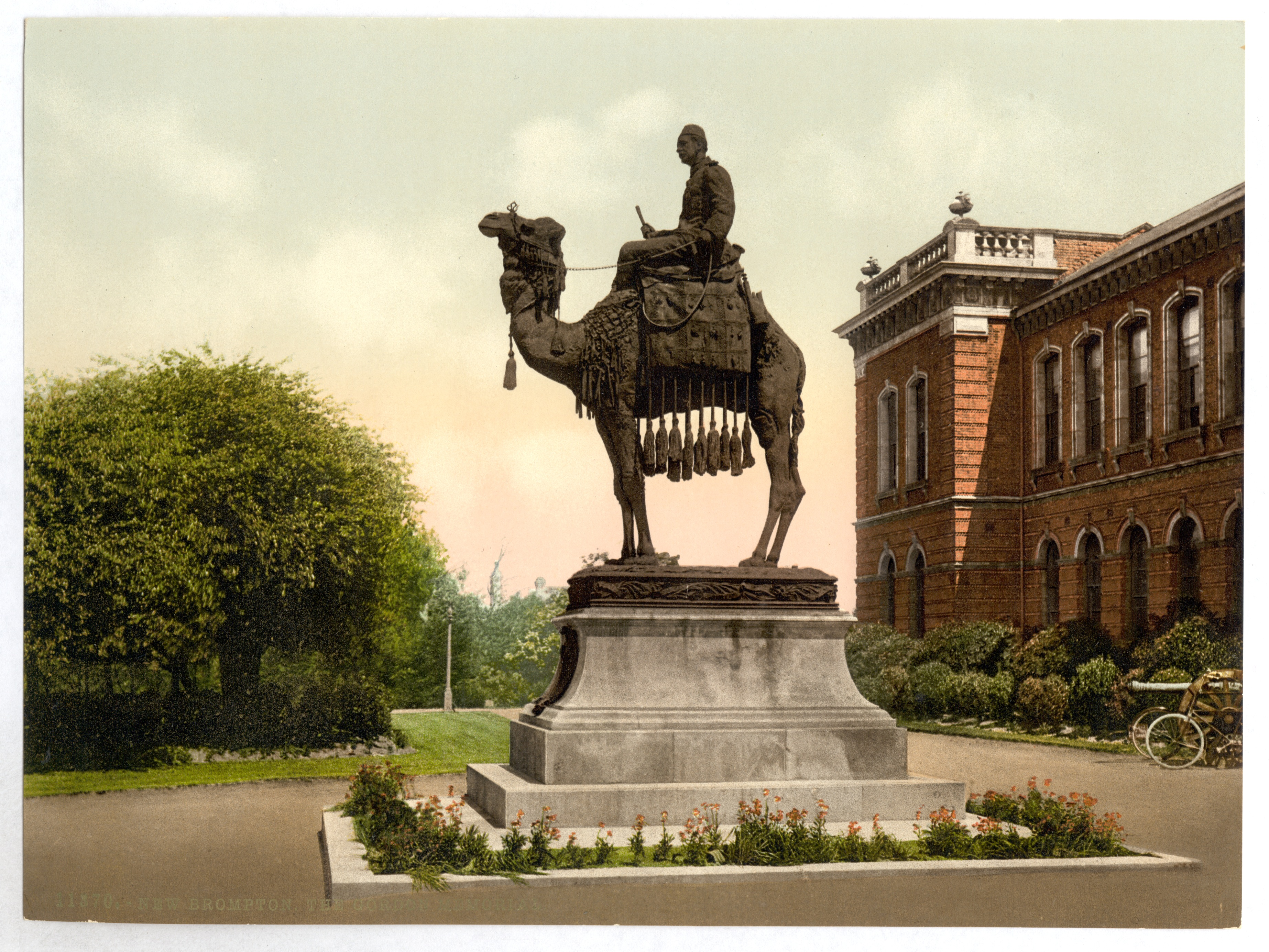
Generale Charles George Gordon, 1890

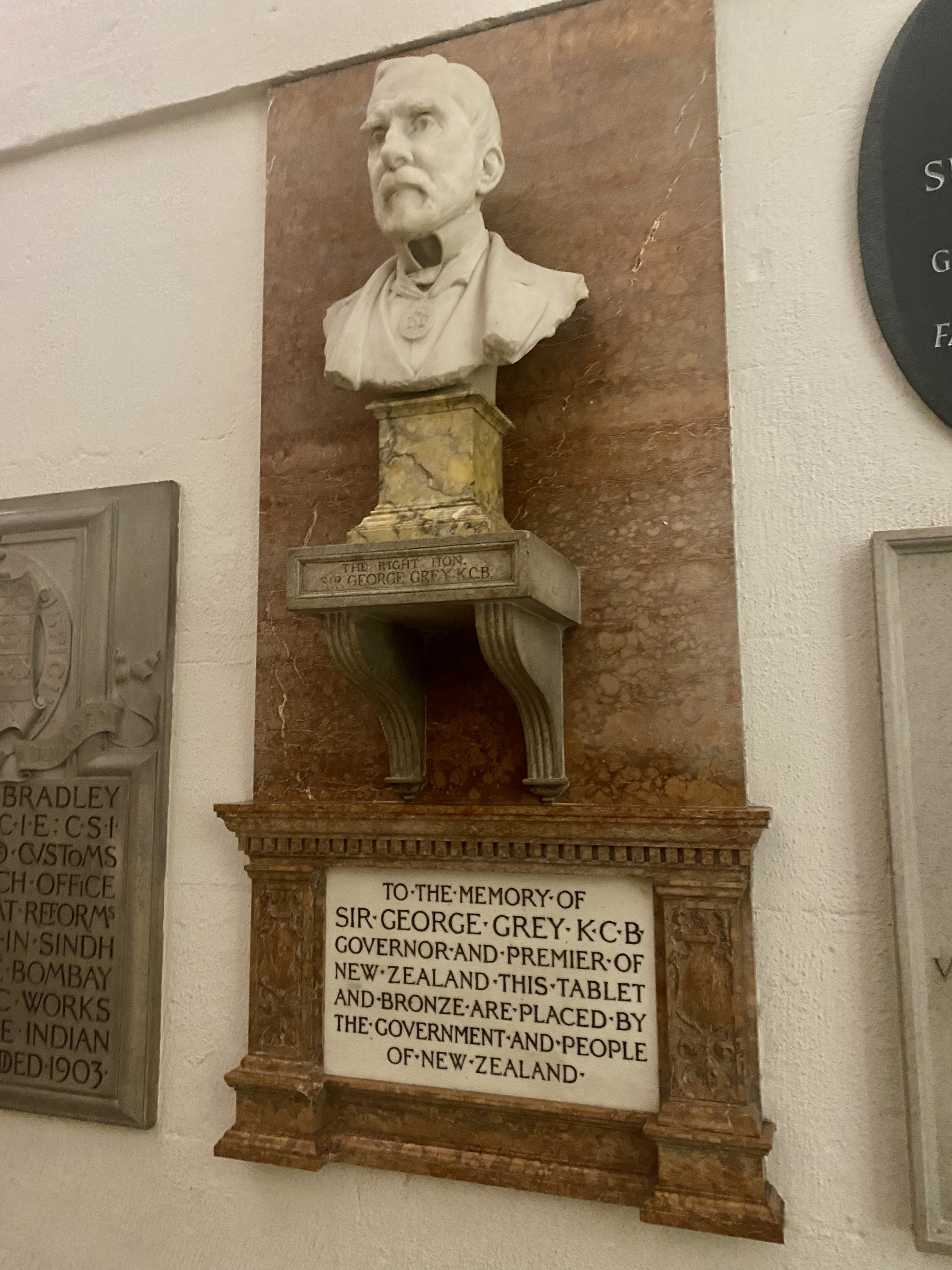
Busto di George Grey, 1901 circa

- Busti clipeati di otto artisti, ex edificio della Royal Watercolour Society, Piccadilly, Londra, 1881-1883;
- Rowland Hill, King Edward Street, Londra, 1881;
- Linos, Lady Lever Art Gallery, Liverpool, 1884;
- James Davidson Gordon, Gordon Park, Mysore, 1884 circa;[23]
- Folly, Tate, Londra, 1886;
- Pace, Walker Art Gallery, Liverpool, 1887;[22]
- William Adams, museo nazionale, Cardiff, 1887;[24]
- Pulpito di marmo con pannelli di bronzo, chiesa di St Mary-le-More, Wallingford, 1888 circa;
- La cantante, Tate, Londra, 1889;
- La Resurrezione di Cristo, cattedrale di Saint Albans, 1889-1893 circa;[9]
- Generale Charles George Gordon, Brompton Barracks, Chatham, 1890;
- Monumento a Christopher Marlowe, Marlowe Theatre, The Friars, Canterbury, 1891;[25]
- Danza, Lady Lever Art Gallery, Liverpool, 1891;
- Monumento a Shelley, University College, Oxford, 1892;
- Lapide della famiglia Freshfield, cimitero di Brookwood, Surrey, 1892;
- Applauso, Tate, Londra, 1893;
- Sir William Pearce, I baronetto, Govan Road, Glasgow, 1894;[26]
- Eco, Lady Lever Art Gallery, Liverpool, 1895;
- Hugh Rose, I barone Strathnairn, Foley Manor, Liphook, 1895;
- Hamilton Macallum, Sea Hill, Beer, Devon, 1896 circa;[27]
- Ralph Ward Jackson, Church Street, Hartlepool, 1897
- Monumento a Benjamin Jowett, Balliol College, Oxford, 1897;[28]
- Maragià Lakshmeshwar Singh, B.B.D. Bagh, Calcutta, 1898;
- Statua di Chamarajendra Wadiyar X, maragià di Mysore, Lal Bagh, Bangalore, 1898;[23]
- Baccante, museo di Aberdeen, 1899;
- Thomas Henry Huxley, museo di storia naturale, Londra, 1900;
- Henry Fitzalan-Howard, XV duca di Norfolk, municipio, Sheffield, 1900;
- Destino, Lady Lever Art Gallery, Liverpool, 1900 circa;[3]
- Monumento a Lady Mary e Sir Andrew Clarke, cimitero di Locksbrook, Bath, 1900;
- Regina Vittoria, Piccadilly Gardens, Manchester, 1901;
- Tondo di John Ruskin, Poets' Corner, abbazia di Westminster, Londra, 1901;[29]
- Adam Sedgwick, Sedgwick Museum of Earth Sciences, Cambridge, 1901;[30]
- Cumulo di neve, Lady Lever Art Gallery, Liverpool, 1901;
- Busto di George Grey, cripta della cattedrale di San Paolo, Londra, 1901 circa;
- Generale Charles George Gordon, Gordon's School, Woking, 1901-1902.

## Galleria d'immagini

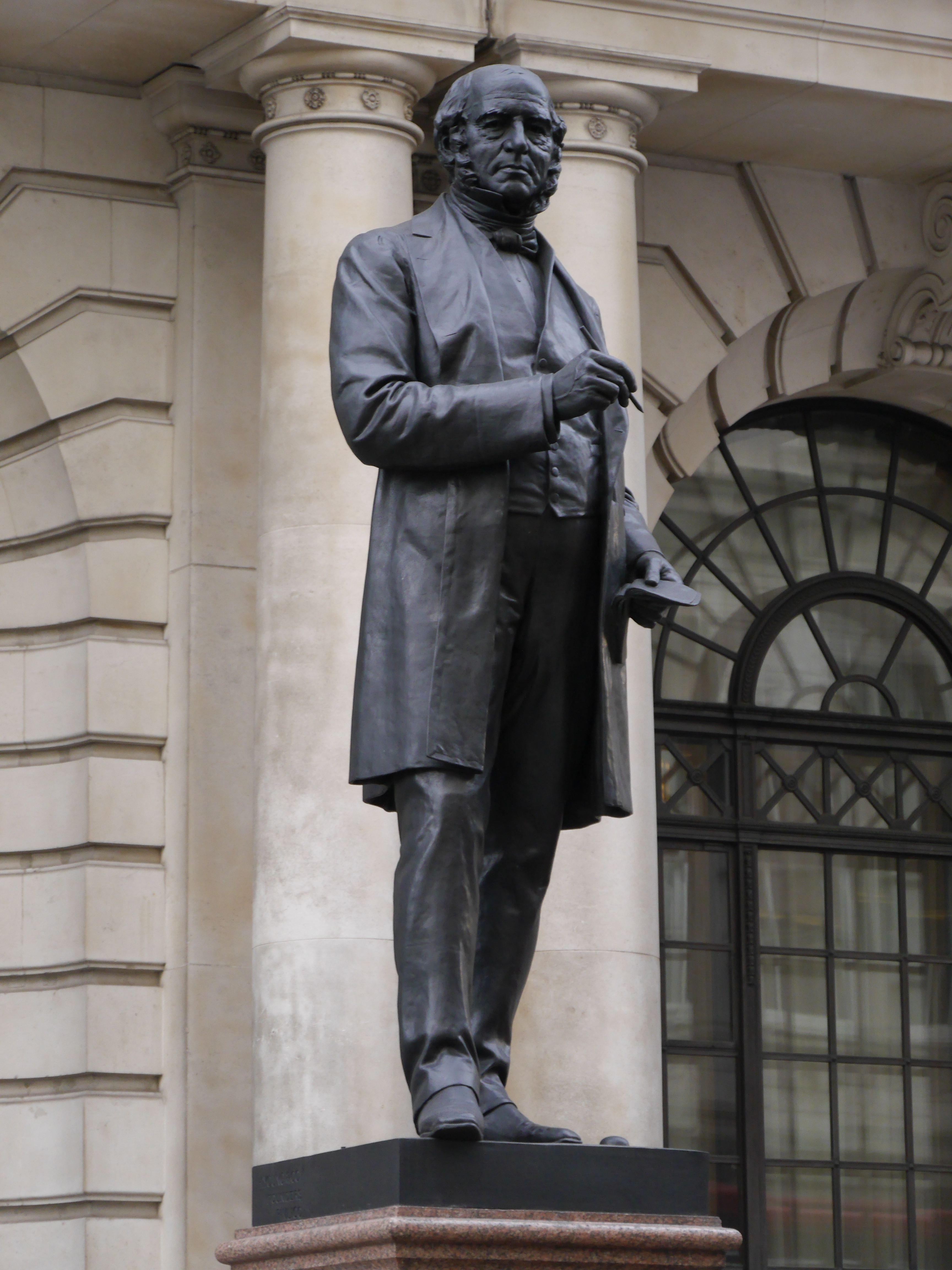
Rowland Hill, 1881
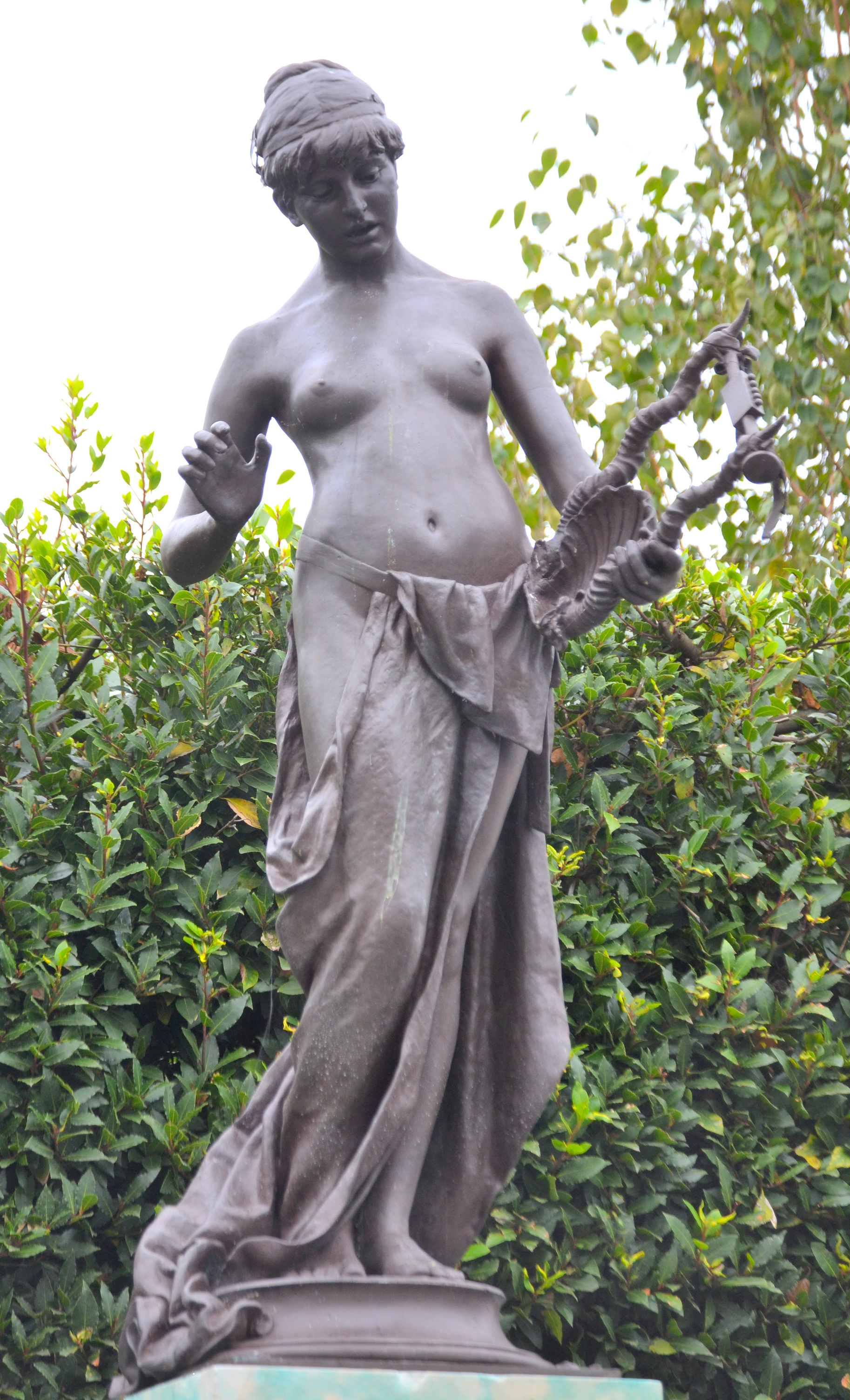
Monumento a Christopher Marlowe, 1891
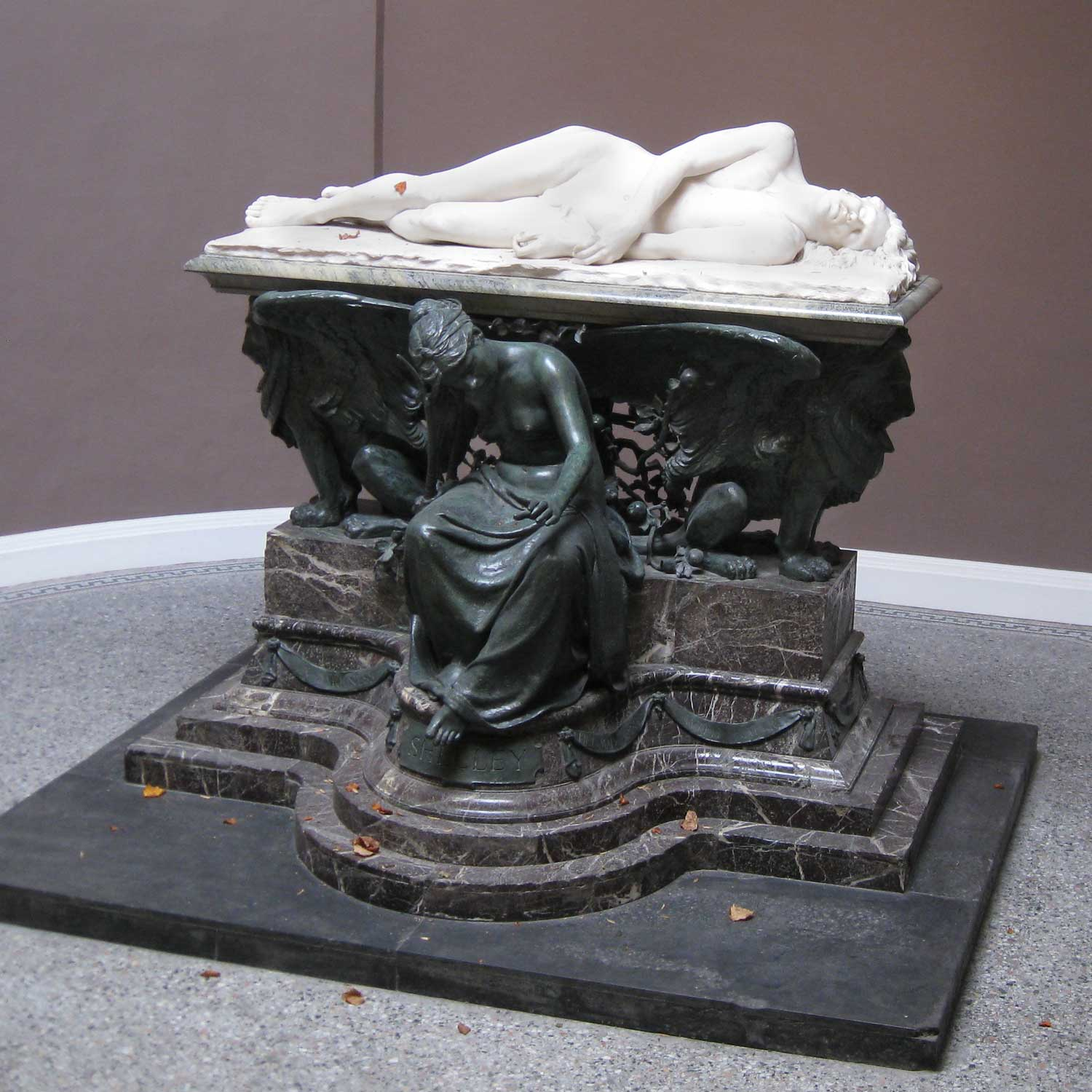
Monumento a Shelley, 1894
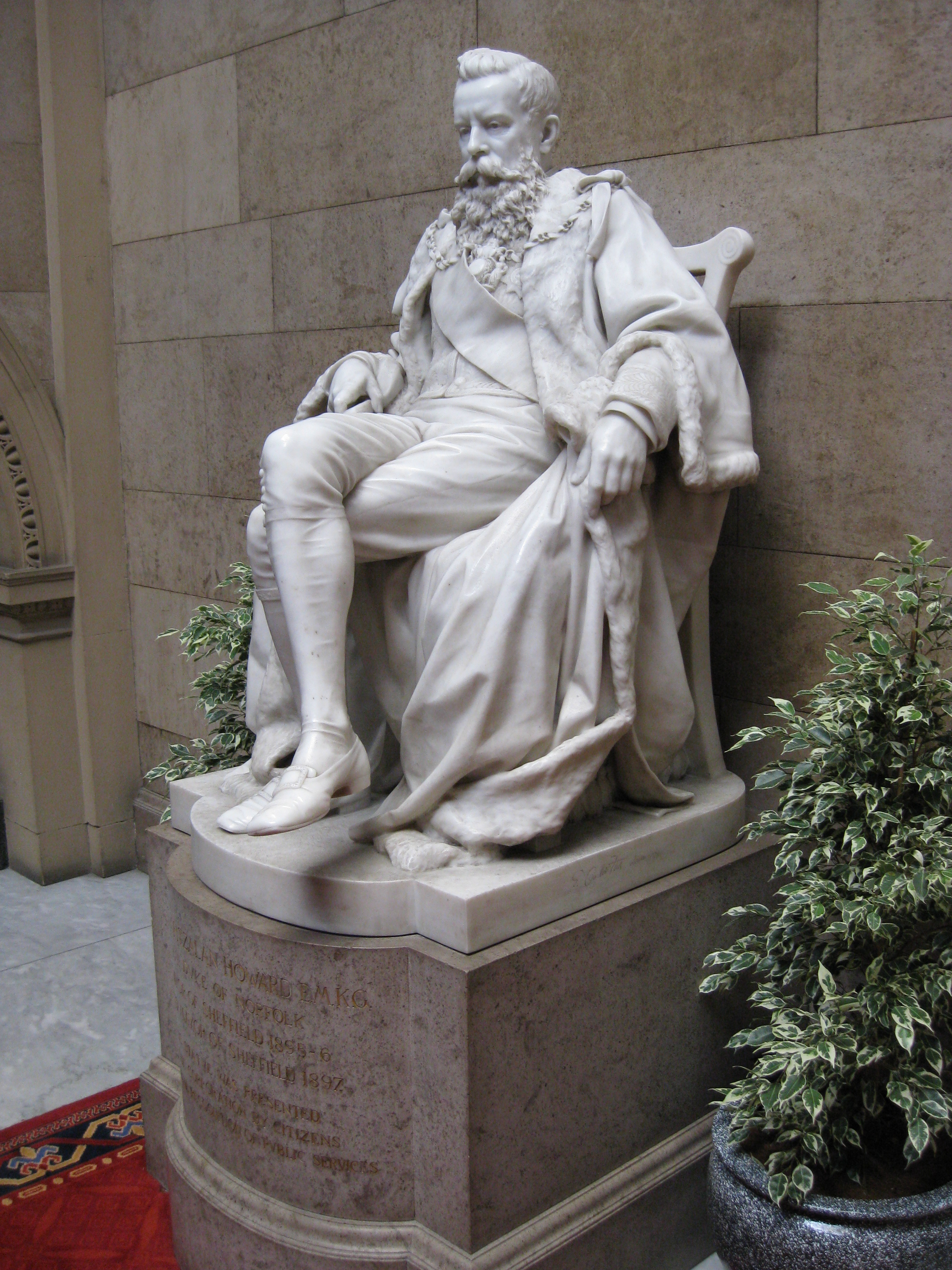
Henry Fitzalan-Howard, XV duca di Norfolk, 1900